# Cruz de distinción de los Sesenta y nueve diputados fieles
La Cruz de Distinción de los Sesenta y Nueve Diputados Fieles es una distinción instituida por la Junta Provisional de Gobierno de España e Indias en su circular de 9 de mayo de 1823, para recompensar a los diputados firmantes del Manifiesto de los Persas.

## Descripción
De conformidad con la citada circular se describe como:
Una cruz semejante a la pequeña de San Hermenegildo, con la sola diferencia de que tendrá en el anverso el retrato del REY nuestro señor, y en el reverso el lema: Spes et fortitudo in adversis, la que llevarán pendiente de una cinta verde.
Se trata de una cruz patada esmaltada de blanco y con los bordes dorados, conteniendo en el centro un medallón de bordura esmalta de azul ozuro y de interior esmaltado de un azul más claro conteniendo en el anverso el perfil de Fernando VII en dorado y en el reverso el lema de la cruz Spes et fortitude in adversis.
Se portaba por los eclesiásticos portada por una cinta verde al cuello.